# Jennyella
Jennyella es un género de orquídeas . Tiene cinco especies originarias de América. 
Algunos autores lo consideran dentro del género Houlletia

## Etimología
El género lleva el nombre en honor de Rudolph Jenny,  investigador y autor de orquídeas.

## Características
La estructura de la flor de este género puede ser descrito como globoso, con flores de color blanco a amarillo que nacen de una inflorescencia erecta.

## Distribución y hábitat
Con sólo unas pocas especies conocidas de México (o posiblemente Guatemala a través de América Central hasta Bolivia. Se encuentran cada vez en terraplenes en lugares frescos y zonas húmedas a 1000-2200 m de altitud.

## Especies
| - Jennyella clarae (ant. Houlletia clarae, Schlechter 1924) - Jennyella kalbreyeriana (ant. Houlletia kalbreyeriana, Kraenzl. 1920) - Jennyella lowiana (ant. Houlletia lowiana, Rchb.f.) - Jennyella sanderi (ant. Houlletia sanderi, Rolfe 1910) - Jennyella wallisii (ant. Houlletia wallisii, Linden & Rchb.f. 1869) |